# Carne Ramo Grande

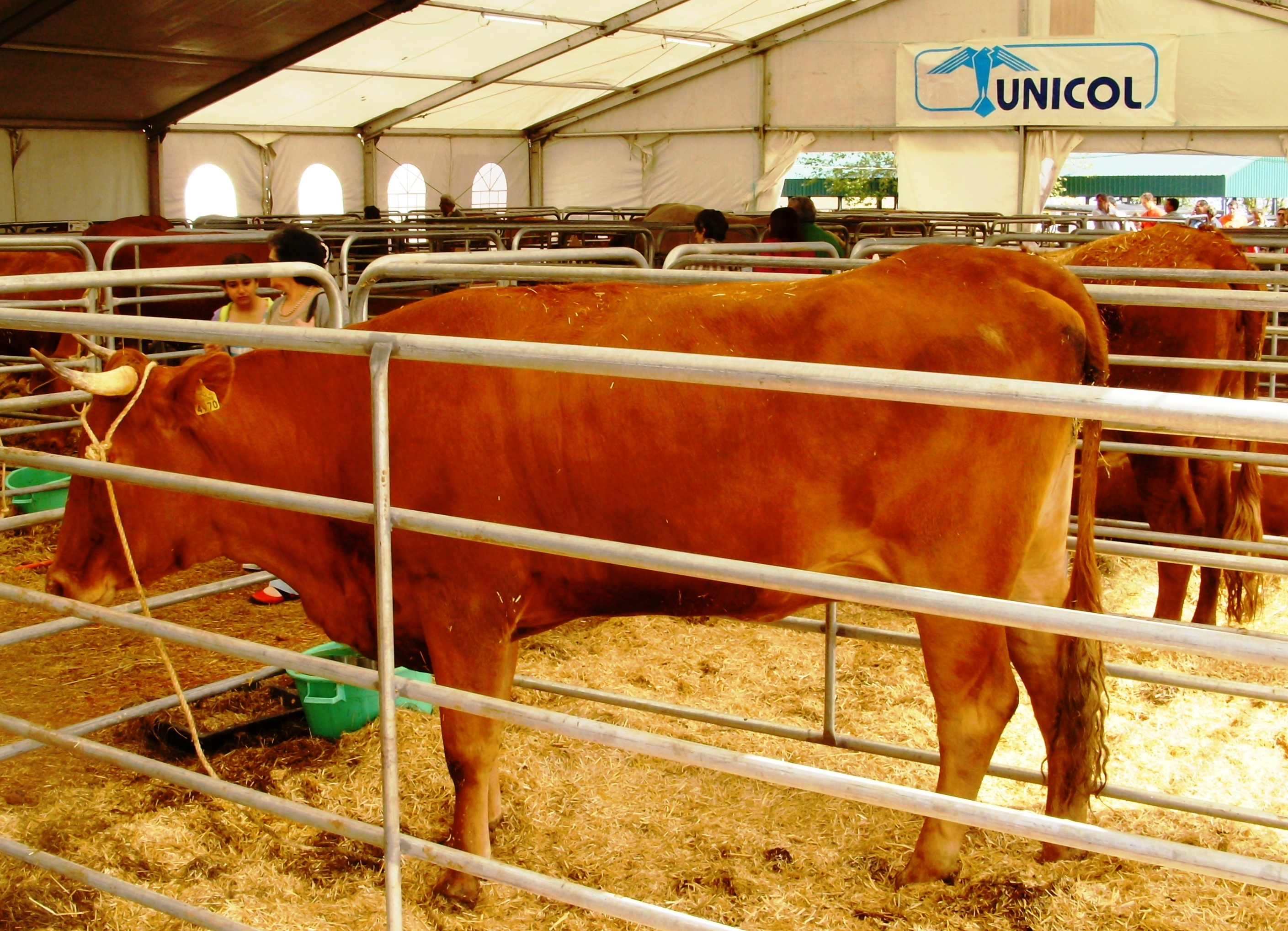
Ramo Grande

Carne Ramo Grande ist ein Rindfleisch mit geschützter Ursprungsbezeichnung aus Portugal.

## Herkunft
Das Herkunftsgebiet umfasst die aus den Inseln Santa Maria, São Miguel, Terceira, Graciosa, São Jorge, Pico, Faial, Flores und Corvo bestehende Inselgruppe der Azoren.
Das Fleisch stammt von Rindern der Rasse Ramo Grande, die in das entsprechende Herdbuch eingetragen und im Herkunftsgebiet geboren, aufgezogen und geschlachtet wurden.

## Haltung
Grundlage für ihre Ernährung ist die Weidehaltung auf natürlichen oder bearbeiteten Weiden, die zur direkten Beweidung genutzt werden. Das Grünland besteht vorwiegend aus Gräsern und Leguminosen, darunter Deutsches Weidelgras, Welsches Weidelgras, Weißklee, Wiesenklee und Gewöhnliches Knäuelgras, die aufgrund der Bodenverhältnisse und klimatischen Bedingungen auf den Azoren ganzjährig zur Verfügung stehen. Sofern das Grünland nicht beweidet wird dient es der Futtermittelherstellung.
Die Kälber werden mindestens in den ersten drei Monaten gesäugt und nach sechs bis sieben Monaten abgesetzt. Sie begleiten bis dahin ihre Mütter auf die Weiden und ernähren sich ebenfalls von Weide- und Futterpflanzen. 
Das Futter von ausgewachsenen Rindern besteht auf frischem Gras, ergänzt durch Grassilage, Heu, Grünmais, Maissilage oder andere Futtermittel aus dem Betrieb oder aus anderen Betrieben auf der Inselgruppe der Azoren. Sollte der Nährstoffbedarf nicht durch Weidehaltung und -nutzung gedeckt werden, können Mischfuttermittel als Energie- und Proteinlieferanten gefüttert werden. Außerhalb der Azoren produzierte Ergänzungsfuttermittel dürfen nicht mehr als 50 % der Trockenmasse der jährlichen Gesamtfuttermenge ausmachen.

## Produktbeschreibung
Carne Ramo Grande kann als frisches, gekühltes und gefrorenes Produkt vermarktet werden. Das Fleisch ist von leuchtend roter Farbe und hat eine feste Konsistenz. Es weist einen für die Art typischen Geruch auf. Das perlweiße Fett ist nach dem Abkühlen von fester Konsistenz, fühlt sich nicht schmierig an und ist gleichmäßig im Gewebe verteilt.
Das Fleisch wird in folgenden Fleischkategorien vermarktet:
- Vitelão (Jährling) von Färsen und Jungbullen die mindestens 8 und höchstens 12 Monate alt sind. Schlachtkörpergewicht mindestens 110 kg, Fleischigkeitsklassen S, E, U, R, O und P.

- Novilho/a von Jungbullen die mindestens 12 und höchstens 24 Monate alt sind, Schlachtkörpergewicht mindestens 130 kg; oder Färsen die mindestens 12 Monate alt sind, Schlachtkörpergewicht mindestens 120 kg. Fleischigkeitsklassen bei männlichen und weiblichen Tieren S, E, U, R, und O.

- Macho inteiro (Touro) als ganzer Schlachtkörper männliche Rinder die mindestens 24 Monaten alt sind. Schlachtkörpergewicht mindestens 200 kg, Fleischigkeitsklassen S, E, U, R, und O.

- Castrado (kastrierter Bulle oder Ochse) von männlichen Rindern die mindestens 12 Monaten alt sind. Schlachtkörpergewicht mindestens 130 kg, Fleischigkeitsklassen S, E, U, R, und O.

- Vaca (Kuh) von weiblichen Rindern die bereits gekalbt haben. Schlachtkörpergewicht mindestens 200 kg, Fleischigkeitsklassen S, E, U, R, O und P.

In allen Kategorien sind Schlachtkörper der Fettgewebeklasse 1 nicht zulässig.

## Kennzeichnung und Handel
Carne Ramo Grande kann als Schlachtkörper im Ganzen, als Schlachtkörperhälften oder -viertel sowie als ganze oder in Scheiben geschnittene Teilstücke oder auch als abgepacktes Hackfleisch zum Verkauf angeboten werden.
Unabhängig von der Portionierung muss das Produkt mit einer der folgenden Formulierungen gekennzeichnet sein: „Carne Ramo Grande - Denominação de Origem Protegida“ oder „Carne Ramo Grande DOP“.